# Mezcal (película)
Mezcal es una película mexicana del director mexicano Ignacio Ortiz estrenada en 2005. Está basada en la novela Bajo el volcán de Malcolm Lowry. Obtuvo, en 2006, el Premio Ariel a Mejor Película.

## Sinopsis
En un pueblo llamado Parián confluyen personajes alienados por el pasado y desahogan sus penas tomando mezcal.

## Artículos complementarios
- Anexo:Premio Ariel a la mejor película
- Bajo el volcán

## Sitios exteriores
- Mezcal en Internet Movie Database (en inglés).
- ___ MEZCAL ___ una película de Ignacio Ortiz Cruz (TRAILER) en YouTube.

- Datos: Q16482267